# 臺北市第一殯儀館
台北市第一殯儀館，是台灣臺北市中山區的一處殯葬設施，為臺北市殯葬管理處管轄。第一殯儀館始設於1965年；2024年停用拆除，預計改建為臨時平面停車場，設置汽車315位，機車128位，大客車4位及600坪公園綠地空間。

## 歷史沿革

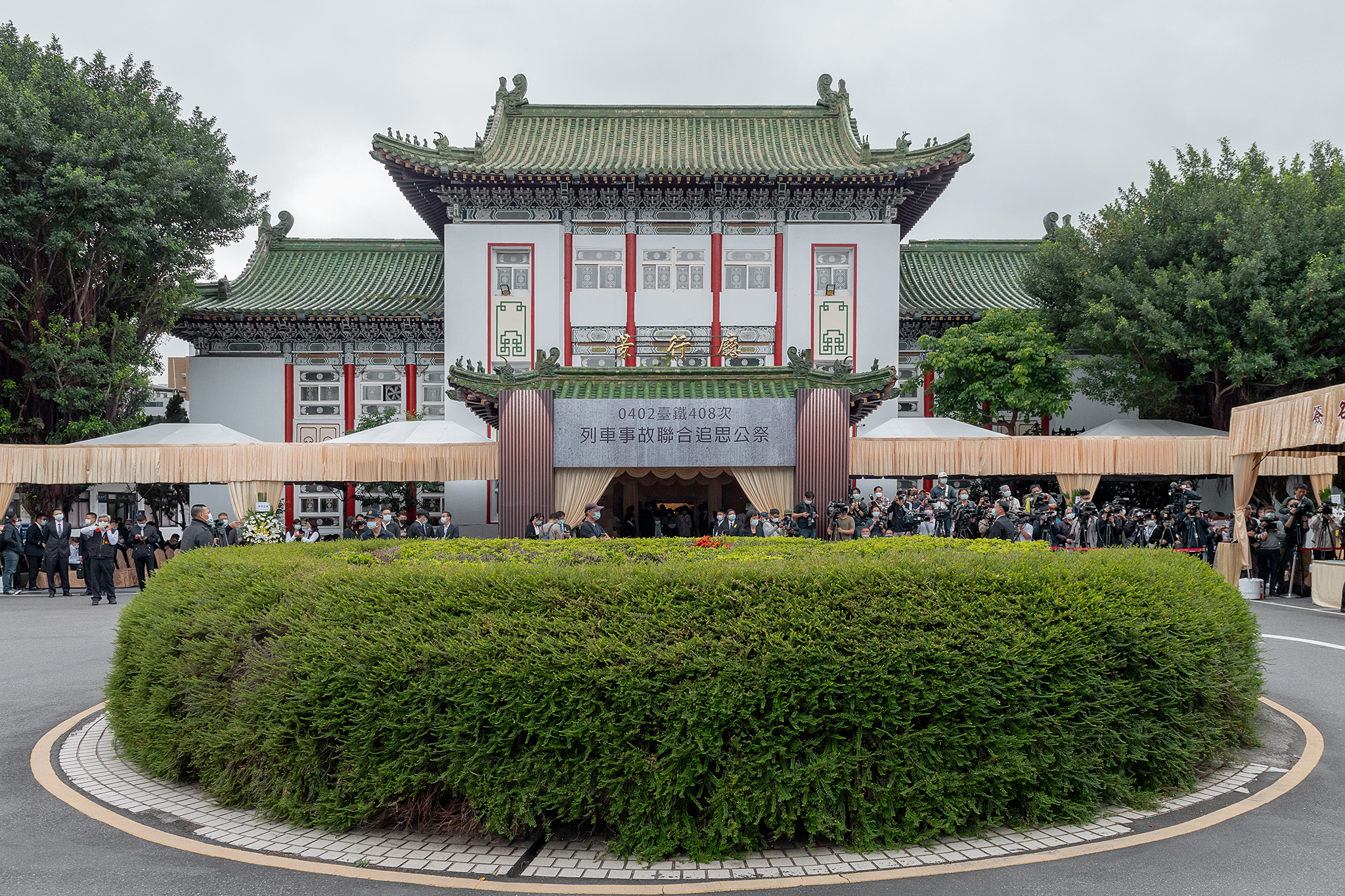
第一殯儀館景行廳

日治時期的1942年，為了提供日本國籍「內地人」火葬場所，並提供西化公祭祭典及遺體服務，臺北市役所特地於台北市三板橋一帶設置葬儀堂，並就近管理放置日人骨灰的公共墓園（即十四號及十五號公園）。1945年，日治時期結束，葬儀堂本為公營，但因當時台灣人尚不習火葬，業務內容多更動為土葬之前的遺體處理及葬儀等事宜。1950年，葬儀堂改為私營並改名為極樂殯儀館。
因外來人口迅速增多、台灣人漸漸接受火葬等因素，在需求大增下，1965年臺北市政府在瑠公圳末梢沼澤公用地成立「臺北市立殯儀館」。而相傳之所以設置殯儀館於此，是因為屬於陽廟、武廟的行天宮先行比鄰設置。
1978年臺北市立殯儀館更名為「臺北市第一殯儀館」，同時於六張犁增設臺北市第二殯儀館（今臺北市懷愛館）。1989年，臺北市第一、第二殯儀館合併成立臺北市殯葬管理處。
因應都市發展的需求，自陳水扁競選台北市市長開始，歷屆的市長競選者都將第一殯儀館的拆除列為主要政見。不過相關政策經多年延宕，始在第4任市長柯文哲任內最後一年（2022年）編列預算，正式開始拆除工程。
2024年4月30日，第一殯儀館禮廳停用；5月30日，第一殯儀館停車場封閉；6月12日，臺北市殯葬管理處舉辦灑淨法會，象徵性拆除景行廳銜牌，第一殯儀館正式走入歷史。

## 設施

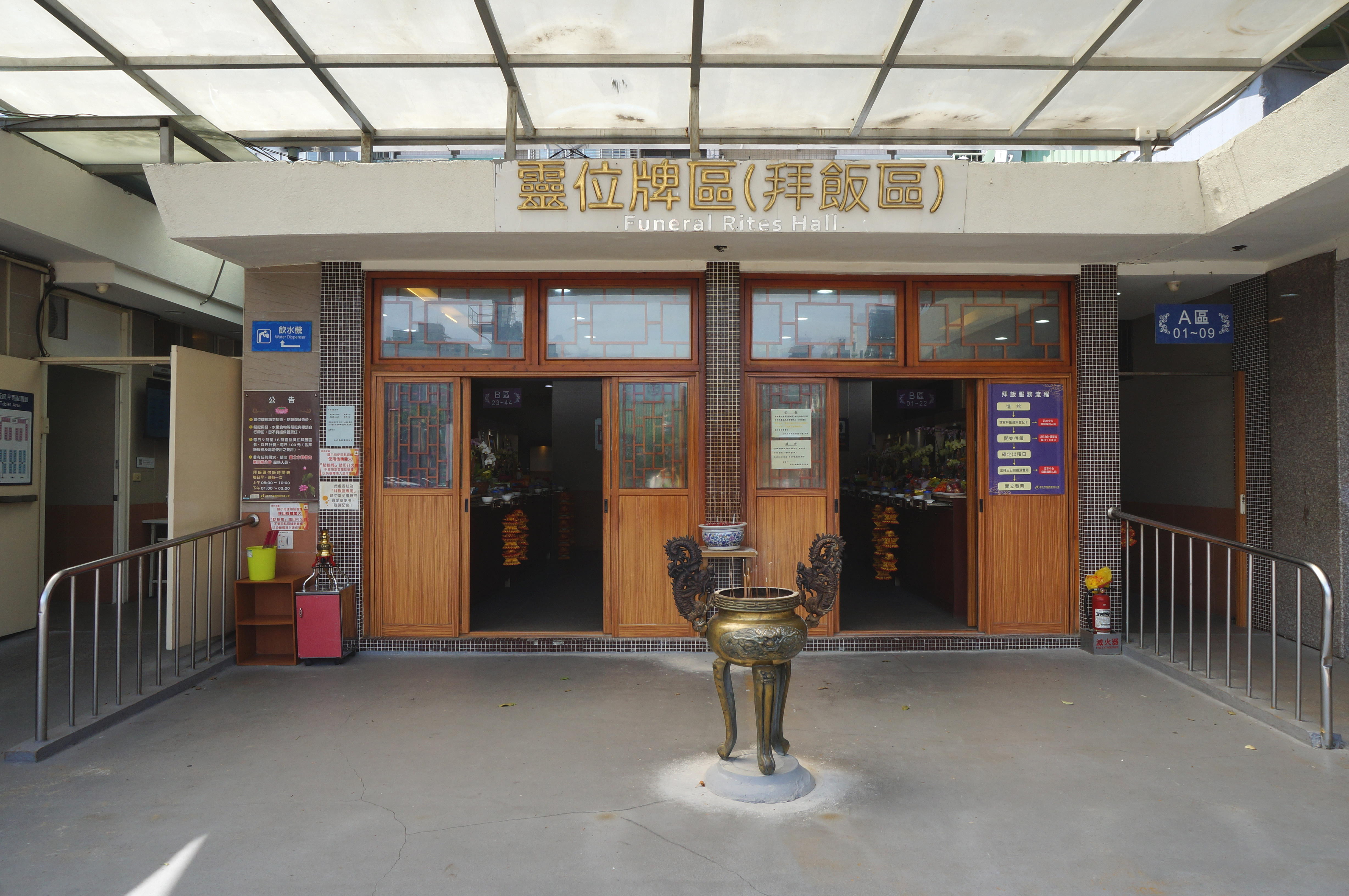
第一殯儀館靈位牌區

該殯儀館專門協助喪家處理喪禮祭拜及提供停棺冷藏遺體等喪葬事宜，所在設施方面有：
- 甲、乙、丙、丁級禮廳共10間
  - 景行廳：由建築師趙楓設計，被稱為台灣「殯儀館之母」，台灣各地許多殯儀館都是依其概念興建[3]
- 冷藏室一間（內含冷藏庫228屜）
- 防腐作業室一間（遺體化妝）
- 停柩室一間
- 助念室（真愛室1~4室）
- 供飯（腳尾飯）設施

## 業務職掌
- 辦理殯儀、火化業務。
- 協助喪家處理殯儀服務及倡行《國民禮儀範例》之葬禮儀式。
- 海葬申請作業管理。[7]

## 歷任館長
| 任次                  | 姓名                  | 任期                  | 備註                  |
| 臺北市第一殯儀館 館長 | 臺北市第一殯儀館 館長 | 臺北市第一殯儀館 館長 | 臺北市第一殯儀館 館長 |
| --------------------- | --------------------- | --------------------- | --------------------- |
|                       | 黎浩文                |                       |                       |
|                       | 蘇俊強                |                       |                       |
|                       | 歐陽更生              |                       |                       |
|                       | 莊茹蘭                | 末任(機關裁撤)        |                       |

## 其他
於本館舉行告別式之名人
- 1960年代
  - 于右任
  - 陳誠
  - 白崇禧
- 1970年代
  - 蔣桂琴
- 1980年代
- 1990年代
  - 鄧麗君
  - 于楓

- 2000年代
- 2010年代
  - 李元簇
  - 高以翔
- 2020年代
  - 羅霈穎
  - 陈松勇

## 參閲
- 臺北市第二殯儀館
- 極樂殯儀館

## 外部連結
- 臺北市殯葬管理處 （页面存档备份，存于）